# Slavolok Orange
Slavolok v Orangeu (francosko Arc de triomphe d'Orange) je slavolok v mestu Orange v jugovzhodni Franciji. Obstaja razprava o tem, kdaj je bil slavolok zgrajen, vendar trenutne raziskave, ki sprejemajo napis kot dokaz, dajejo prednost datumu v času vladavine cesarja Avgusta (27 pr. n. št.–14 n. št.). Zgrajen je bil na nekdanji via Agrippa v čast veteranom galskih vojn in II. legiji Augusta. Kasneje ga je rekonstruiral cesar Tiberij, da bi proslavil zmage Germanika nad nemškimi plemeni v Porenju. Slavolok vsebuje napis, posvečen cesarju Tiberiju leta 27 našega štetja. Skupaj z rimskim gledališčem v Orangeu je bil slavolok leta 1981 zaradi svoje izjemne ohranjenosti vpisan na Unescov seznam svetovne dediščine.

## Opis
Slavolok je bil vgrajen v mestno obzidje v srednjem veku, da bi varoval severne vstopne točke mesta. Arhitekt Auguste Caristie je preučeval slavolok in izvedel restavratorska dela v poznih 1820-ih. Prvotno je bil zgrajen iz velikih apnenčastih blokov brez malte. Slavolok je najstarejši ohranjeni primer zasnove, ki je bila kasneje uporabljena v samem Rimu, za slavolok Septimija Severja in Konstantinov slavolok. Vidne vrzeli ali luknje so domnevno pustili srednjeveški strelci s samostrelom, ki niso cenili umetnosti ali zgodovine.
Na severni (navzven obrnjeni) fasadi sta bila odrezana arhitrav in venec ter vstavljen bronast napis, danes izgubljen; poskusi rekonstrukcije besedila na podlagi namestitve lukenj za štrleče zobce črk niso bili uspešni. Slavolok je okrašen z različnimi reliefi vojaške tematike, vključno s pomorskimi bitkami, vojnim plenom in Rimljani, ki se spopadajo z Germani in Galci. Rimski pešec, ki nosi ščit Legio II Augusta, je viden na bojnem reliefu severne fronte.
- Sprenja stran
- Zgornja plošča

Triločni slavolok, izdelan iz lokalnega apnenca iz kamnolomov Sérignan, je visok 18,60 metra, širok 19,56 metra in globok 8,40 metra. Srednji prehod, ki je primeren za vozove, ima širino 5,02 metra in svetlo višino 8,87 metra, stranska prehoda za pešce sta široka 2,92 metra in visoka 6,48 metra.
Obokani stebri imajo vsak po dva žlebasta polstebra med prehodi na čelih, tričetrtinske stebre, saj vogalni stebri segajo okoli zunanjih ozkih strani loka. Polstebri stojijo na bazah, imajo atične baze s podstavki in so okronani s kapiteli korintskega reda. Temu sledi entablatura, ki se vije nad stranskimi prehodi, katere arhitrav je strukturiran s tremi vodoravnimi pasovi, ki so med seboj ločeni z astragali. Medtem ko je arhitrav nad stranskima prehodoma del ločnih stebrov kot stenski arhitrav in je temu primerno zamaknjen, se v območju osrednjega prehoda prosto razteza med srednjimi polstebri. Sima zaključuje arhitrav kot kronski profil. Sledi friz s številnimi figurami, katerih deli so ohranjeni le na južni in vzhodni strani, z bojnimi prizori, ki se zibljejo naprej in nazaj. Na severni strani pa je friz ostal gladek in ne izklesan. Frizu sledi zobni del in niz drugih profilov, ki mu sledi gejson, okrašen z nosilci na spodnji strani. Bogato profilno zaporedje posreduje do sklepne z listjem okrašene sime. Osrednji prehod je na obeh fasadah poudarjen s trikotnimi zatrepi, ki se raztezajo na štrlečem delu entablature.
Ti trikotni zatrepi so nameščeni nad dvojno atiko, ki sledi nad entablaturo. Medtem ko so v spodnji atiki nameščeni rizaliti in vdolbine slepe arhitekture v območju prehodov, so zgornjo obogatili nadaljnji štrleči elementi v obliki podstavkov nad stranskimi prehodi.
Pilastri, na katere slonijo arhivolte prehodov, so prekriti z nežnimi vitičastimi ornamenti in imajo filigransko listje in stebla. V nasprotju z ornamentiko loka, ki sicer pogosto zapolnjuje celotno površino, imajo pilastrski reliefi izdatne odprtine, pri čemer pride do izraza detajlna, fina kvaliteta vitičnih komponent. Same arhivolte krasijo razkošno zapolnjene girlande sadja in listov, njihova spodnja stran pa nosi mrežo kvadratnih in rombastih ravnih plošč. Kasetiran strop, bogato okrašen z menjajočimi se profili in osrednjimi cvetovi, krasi spodnjo stran loka v predelu prehodov.
Ozke stranice loka so bile razdeljene v tri polja s pomočjo dveh polstebrov med tričetrtinskimi stebri v vogalih. Struktura slepe arhitekture sledi strukturi fasad, vendar ima drugačno shemo gibanja. Entablatura se sedaj le še umakne nad osrednje polje in tako obrne zaporedje fasad ter jo po vsej širini krona trikotni zatrep. Konča zavzema osrednji del pedimenta nad odmikom.
- Detajl kasetiranega stropa
- Relief z morsko bitko nad vzhodnim prehodom severne stranice
- Južni osrednji podstavek 2. atike
- Kultni pripomočki v atiki

## Poantična uporaba
Princ d'Orange, Raymond I. des Baux (umrl 1282) je v 13. stoletju spremenil slavolok v trdnjavo. Najbolj presenetljiva novost je bil osem metrov visok nazobčani stolp, ki so ga postavili na zgornje podstrešje. Da bi razbremenili pritisk, ki ga je povzročila ta masivna konstrukcija, ki ji je bil sedaj izpostavljen obok, so na severni, zahodni in vzhodni strani opremili s poševnimi podpornimi stenami do višine impostnih kapitelov. Vendar pa ti ukrepi niso mogli preprečiti, da bi v loku skozi stoletja ne nastajale razpoke. Južno stran so »zgladili« z odstranitvijo profilov vencev, slepa arhitektura zahodne stranice je bila v veliki meri uničena.
Prehodi so bili višinsko razdeljeni, v vzhodnem delu so postavljeni bivalni prostori. Med srednjim in vzhodnim prehodom je nastal prehod. Zgornji del oboka in stolpa je bil dostopen skozi odprtino v spodnjem podstrešju z južne strani skozi čelni zatrep. Dela na področju atike, na primer vstavljanje obokov, ki so bili kasneje odstranjeni, so starodavne najdbe za dolgo časa zakrile.
Najstarejši podroben opis oboka izvira od Thomasa Platterja mlajšega. V svojem dnevniku pod datumom 23. februarja 1597 beleži:
»Zunaj kraja, ko se hoče odtrgati svetemu Espritu in Leonu, ettwan a büssenschutz iz kraja, se vidi tudi sigbogen ali (arcum triumph[h]alem) triumph thurn C. Marii. Vrata ali loki so troje, vendar so srednja lepša, ljubka in višja od ostalih dveh. Sicer je povsem kvadraten in se od daleč vidi kot stolp, po francosko (la Tour des Arcs) se imenuje tudi lok stolpa. Na vseh straneh so bitke in vse vrste bojnega orožja, tudi prepiri na konju lepo izrezljani, kakor tudi tista ladja poleg (divinatrice) vedeževalke C. Marii, ki mu je napovedala (napovedala) srečo za prepir, katerega Plutarh v življenju očetov spominja Sicer je bila stavba pred nekaj leti obdana z zidom, da bi bila bolje zaščitena pred vremenskimi vplivi, vetrom in dežjem.«— 
V tem stanju, ki ga je kmalu zatem leta 1640 opisal in narisal Joseph de La Pise, je slavolok ostal do njegove obnove v začetku 18. stoletja.